# 松前ピリカ
松前 ピリカ（まつまえ ピリカ、1913年 - 1976年）は、北海道平取町出身の民謡歌手。本名、平村花子。　ピリカ(pirka)はアイヌ語で「美しい」「良い」という意味。

## 経歴
平取小学校を卒業後、17歳で芸能の道を志し、旅芸人の一座に参加し、ピリカ花子と名乗った。20歳から松前ピリカを名乗った。美声で知られ、「松前ピリカ一座」を主宰し数十名の団員を引き連れ、各地を巡業し、一世を風靡した。また、津山洋子・高樹一郎らの後輩を養成した。漫才師の東けんじが在籍していたこともある。
ふるさとのための慈善活動をしたことも知られ、彼女およびその他の村民の寄付により、戦前には消防車や「平取号」という名前の飛行機などが寄贈され、戦後は義経公園内の千本桜などを植樹したことが知られる。
1948年2月22日、出身地である平取町で行われたイオマンテの資金提供をした。このイオマンテは「松前ピリカのイオマンテ」と呼ばれている。
平取町内の義経公園内に顕彰碑がある。

## 代表曲
- 北海ソーラン節
- よされ節